# Santa Cruz (Armamar)
Santa Cruz ist eine Gemeinde (Freguesia) im portugiesischen Kreis Armamar. In ihr leben 173 Einwohner (Stand 19. April 2021).